# Lisis (poeta)
Lisis (en llatí Lysis, en grec antic Λῦσις) fou un poeta grec.
Va utilitzar una forma de vers conegut com a estil hilaroèdic, en el qual era el successor de Simos, l'inventor d'aquest tipus de poesia. Els poetes d'aquest estil van ser inicialment anomenats Σιμῳδοί per Simos, però més tard Λυσιῳδοί i Μαγῳδοί per Lisis i Magos, segons diu Estrabó.